# Bács-Bodrog Vármegyei Történelmi Társulat

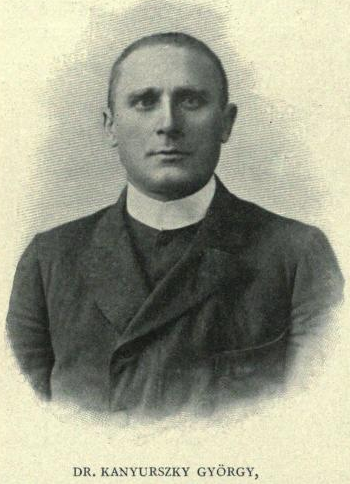
Dr. Kanyurszky György

A Bács-Bodrog Vármegyei Történelmi Társulat egy 1883-1918 között Zomborban székelő, az egész ország szempontjából fontos, úttörő jellegű múzeumi és helytörténeti vállalkozás volt.

## A társulat alapítása és története
A társulatot 1883. május 11-én Zomborban, Bács-Bodrog vármegye székhelyén alapították 177 taggal. Első elnöke Schmausz Endre megyei alispán, alelnöke Iványi István, titkára dr. Margalits Ede, másodtitkára Városy Tivadar, pénztárnoka dr. Schuller Simon, ügyésze Kozma László, gyűjteményének őre Bieber Gyula volt.
A társulat célját az alapszabályokban így jelölték meg: "Bács-Bodrogh megye történelmét egész kiterjedésben művelni".
Választmányi tagjai: Czirfusz Ferenc, Mártonfi Károly, Mihályi János, dr. Sztojkovics Péter, Radics György, Donoszlovics Vilmos, dr. Molnár István Lajos, Molnár Gyula, dr. Grüner Samu, Balás Imre, dr. Váli Béla, Melkay György, Sziebenburger Károly, Steltzer Frigyes, Balogh György, Rónay István, Dudás Ödön, Fridrik Tamás, dr. Boromisza Tibor, dr. Hipp Antal, Pozsonyi Béla, Tormássy Gábor, dr. Kanyurszky György.
Első nyilvános ülését 1883. november 15-én tartotta. Az első években felolvasásokat rendeztek és elkezdték gyűjteni a megyei folyóiratokat, törekedtek a megyei múzeum létrehozására. 1887-ben állandó termet kaptak a vármegyeházán, ahol az összegyűjtött anyagot - érmeket, régészeti leleteket, könyveket - rendezhették. 1885-től jelent meg a társulat évnegyedes folyóirata: a Bács-Bodrogh Vármegyei Történelmi Társulat Évkönyve. 
Az egylet 1918-ig működött, amikor az újonnan megalakult Jugoszlávia hatalmi szervei betiltották.

### Bács-Bodrogh vármegye egyetemes monografiája
Az 1896-ban megjelent, Dudás Gyula által szerkesztett vármegye-monografia szerkezetét döntően befolyásolta a történelmi társulat éveken át gyűjtött tudományos anyaga. A szerzők közül is többet a társulat tagjai adták.

## A társulat utóélete
Az új, Trianon utáni közigazgatás nem tartotta szükségesnek egy ilyen társulat létét a Dunai Bánság területén (e nevet kapta a délkvidék), de az újvidéki és zombori, főként szerb értelmiség idővel ráeszmélt, hogy folytatni kell a politikától független tudományos hagyomány ápolását. A régi mintájára 1927 őszén megalakul az Újvidéki Történelmi Egylet (Istorisko društvo u Novom Sadu), amely gondosan szerkesztett évkönyvsorozatot is indít (Godišnjak Istoriskog društva u Novom Sadu), de a Zomboriak a lassan szabadabbá váló politikai légkörre várva csak 1936-ban kísérlik meg a társulat újraindítását. Az új, Zombori Történelmi Egylet (Somborsko istorisko društvo) nevet viselő társaság munkája során kitűnik, hogy gazdátlanságuk ellenére részben megmaradtak a volt társulat gyűjteményei, elkerülve a szétszóratást. A zombori egylet egy év leforgása alatt kiadott egy évkönyvet (Godišnjak Istoriskog društva u Somboru 1936/37), de ezzel mintha a hivatását teljesen bevégezte volna, a munka stagnálni kezdett, a lelkesen tervezett programból csak kevés valósult meg.
Közvetett módon a Vármegyei Történelmi Társulat munkája hatott ki a három bácskai múzeum, a szabadkai, zombori és zentai megalakulásához, hiszen a társulat célja alapvetően nemcsak a gyűjtés volt, de egy helyi múzeum megalapítása is, amely törekvésben jelentősen megelőzte korát. A társulat régészeti, embertani, természettudományi, helytörténeti, néprajzi és numizmatikai gyűjteménye részben odaveszett az első és a második világháború viharában, illetve magánkézre került, de egy részét sikerült megmenteni, és a későbbi múzeumok vették át.

## Külső hivatkozások
- A Bács-Bodrog Megyei Történelmi Társulat Évkönyvei a REAL-J-ben